# Рио Гранде (Порторико)
Рио Гранде (шп. Río Grande) је општина у америчкој острвској територији Порторико, острвској држави Кариба.

## Демографија
По попису из 2010. године број становника је 54.304, што је 1.942 (3,7%) становника више него 2000. године.
| Група             | 2000.          | 2010.          |
| Белци             | 468 (0,9%)     | 370 (0,7%)     |
| Афроамериканци    | 8.445 (16,1%)  | 13.355 (24,6%) |
| Азијати           | 357 (0,7%)     | 129 (0,2%)     |
| Хиспаноамериканци | 51.721 (98,8%) | 53.762 (99,0%) |
| Укупно            | 52.362         | 54.304         |